# Pueblo noruego
El pueblo noruego es un grupo étnico norgermánico nativo de Noruega. Comparten una cultura común y hablan el idioma noruego.

## Historia

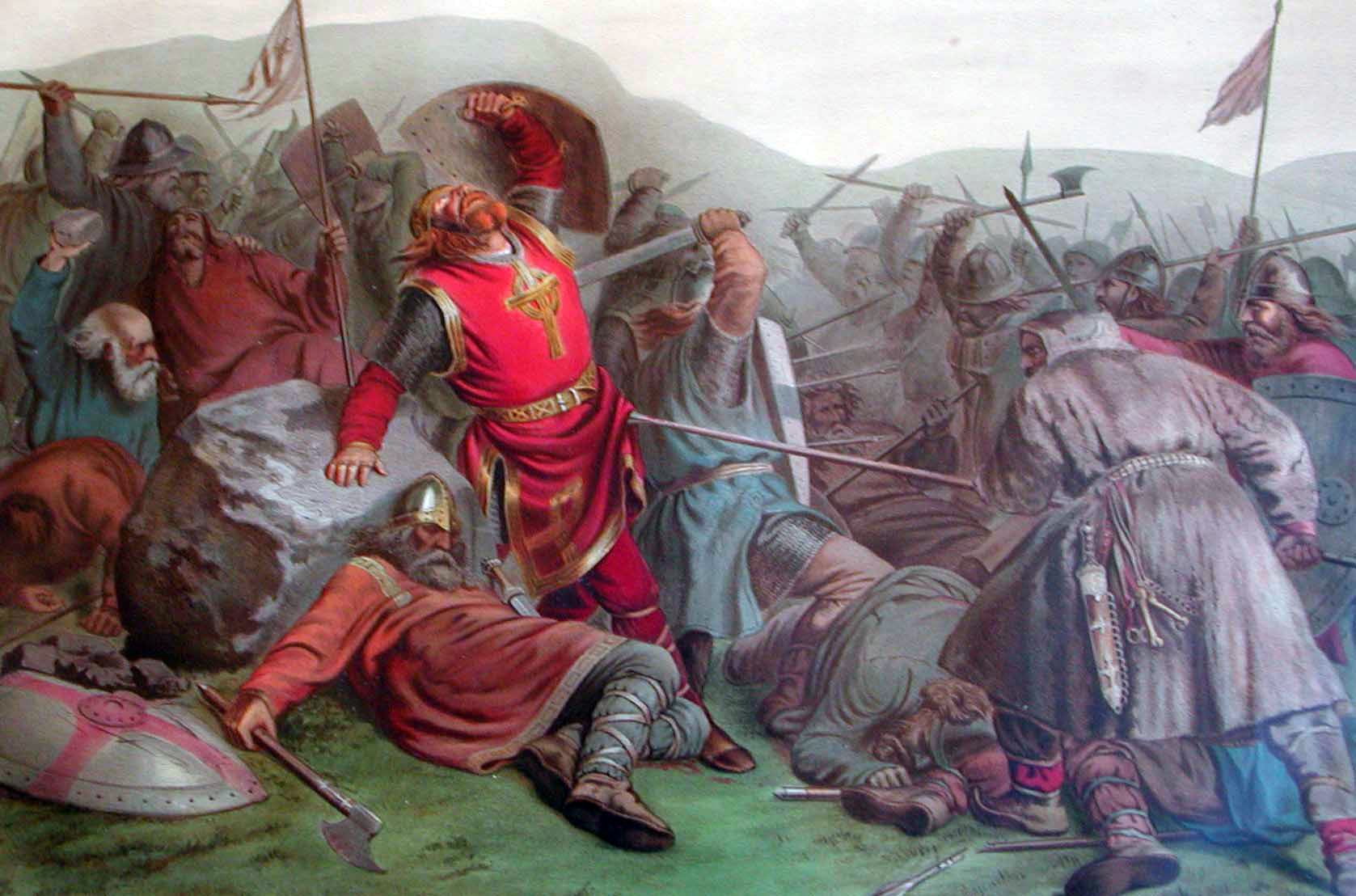
La era vikinga y las sagas reales ocuparon un lugar central en la historia y la identidad de Noruega durante la construcción de la nación en el siglo XIX. Aquí la muerte del santo Olav (1859) según el pincel romántico de Peter Nicolai Arbo.

Hacia el final del tercer milenio antes de Cristo, los pueblos hacha de batalla proto-indoeuropeos emigraron a Noruega llevando caballos domesticados, agricultura, ganado y tecnología de ruedas a la región.[cita requerida]
Durante la era vikinga, Harald Cabellera Hermosa unificó los pequeños reinos nórdicos después de vencer en la batalla de Hafrsfjord en la década de 880. Dos siglos de expansión vikinga disminuyeron tras la decadencia del paganismo nórdico con la adopción del cristianismo en el siglo XI. Durante la Peste Negra, aproximadamente el 60% de la población murió y en 1397 Noruega se unió a Dinamarca.[cita requerida]
Entre los siglos XVII y XVIII muchos noruegos emigraron a los Países Bajos por diversos factores, entre ellos la libertad religiosa y el crecimiento económico. La población de Ámsterdam en 1620 era de 100 000 habitantes y entre 1601 y 1800, aproximadamente 12 000 noruegos se casaron en Ámsterdam.El número real de inmigrantes noruegos es difícil de estimar, ya que las cifras solo se refieren a quienes contrajeron matrimonio, con el tiempo, los inmigrantes noruegos en Ámsterdam se integraron a la población general y apenas dejaron rastro.  Luego algunos aventureros noruegos acompañaron a los colonos holandeses a Nueva Ámsterdam en el siglo XVII, y miembros de la secta religiosa morava se unieron a los moravos alemanes en Pensilvania en el siglo XVIII.
En 1814, después de la derrota entre Dinamarca y Noruega en las guerras napoleónicas, Noruega se unió a Suecia y adoptó una nueva constitución. El aumento del nacionalismo a lo largo del siglo XIX llevó a un referéndum de 1905 que garantizaba la independencia de Noruega. Aunque Noruega permaneció oficialmente neutral en la Primera Guerra Mundial, el país se alió extraoficialmente con los poderes de la Entente. En la Segunda Guerra Mundial, Noruega proclamó su neutralidad, pero fue ocupada durante cinco años por la Alemania nazi (1940–45). En 1949, se abandonó la neutralidad y Noruega se convirtió en miembro de la OTAN. El descubrimiento de petróleo y gas en aguas adyacentes a fines de la década de 1960 impulsó la fortuna económica de Noruega, pero en los referéndums celebrados en 1972 y 1994, Noruega rechazó unirse a la UE. Los problemas domésticos clave incluyen la integración de una población inmigrante en rápido crecimiento, mantener la generosa red de seguridad social del país con una población que envejece y preservar la competitividad económica.

## Genética

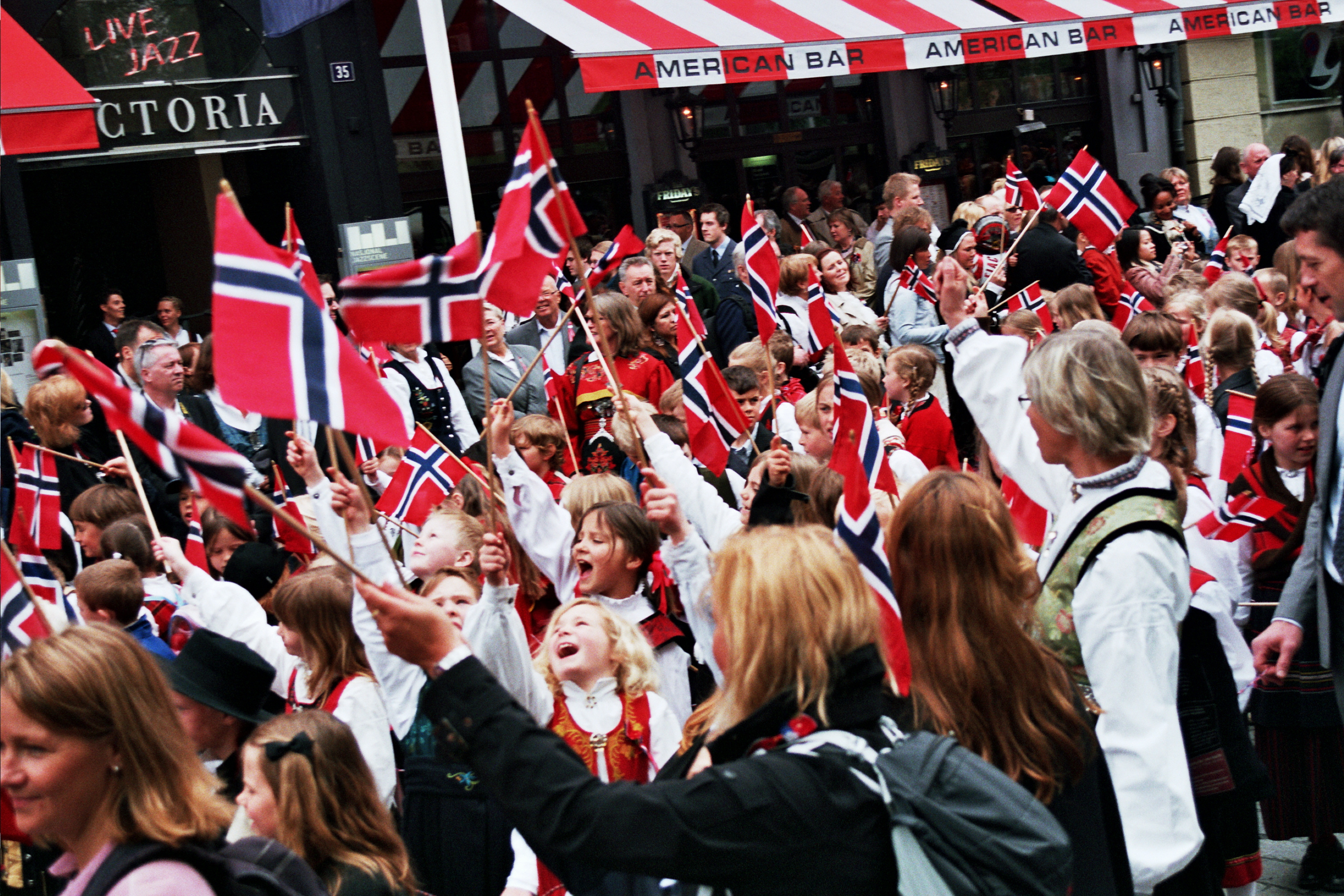
Día de la Constitución de Noruega, 17 de mayo, que adquirió un nuevo significado durante y después de la ocupación alemana de 1940-1945.

Según un análisis genético reciente, tanto el ADN mitocondrial como los polimorfismos del cromosoma Y mostraron una notable afinidad genética entre la población noruega y otros grupos étnicos en el norte y centro de Europa, particularmente con los alemanes. Esto se debe a una historia de al menos mil años de migración a gran escala dentro y fuera de Noruega.
La población noruega es típica de la población del norte de Europa, siendo el haplogrupo I1 el más común. Los noruegos también presentan los genes R1a característicos de la ascendencia paterna en un porcentaje entre el 17,9 % y el 30,8 %. Se han encontrado frecuencias tan grandes de R1a solo en Europa del Este y la India. El gen R1b que muestra descendencia paterna también está muy extendido: oscila entre en 25,9 % y el 30,8 %.
La ascendencia genética noruega también existe en muchos lugares a donde los noruegos emigraron. En particular, en varios estados del norte de Estados Unidos: Míchigan, Minnesota, Dakota del Norte, Dakota del Sur y Montana. Ahí se encuentran proporciones de ascendencia escandinava (que incluye Noruega) entre las personas de ascendencia europea (blancas) del 10 al 20 %. Del mismo modo, se ha descubierto que la ascendencia noruega representa aproximadamente el 25 % de la ascendencia de la población de las Islas Shetland y la ascendencia danesa-noruega representa aproximadamente el 25 % de la ascendencia de la población de Groenlandia.

## Idioma
El noruego es una lengua germánica del norte con aproximadamente 5 millones de hablantes, la mayoría de los cuales se encuentran en Noruega. También hay algunos hablantes de noruego en Dinamarca, Suecia, Alemania, Gran Bretaña, España, Canadá y los Estados Unidos, donde existe la mayor comunidad de hablantes, con 55.311 hablantes en 2000; aproximadamente la mitad de los hablantes viven en Minnesota (8060), California (5865), Washington (5460), Nueva York (4200) y Wisconsin (3520).
Según los datos de 2006, hay 7.710 hablantes de noruego en Canadá, de los que 3.420 residen en Columbia Británica, 1.360 en Alberta y 1.145 en Ontario.

## Religión

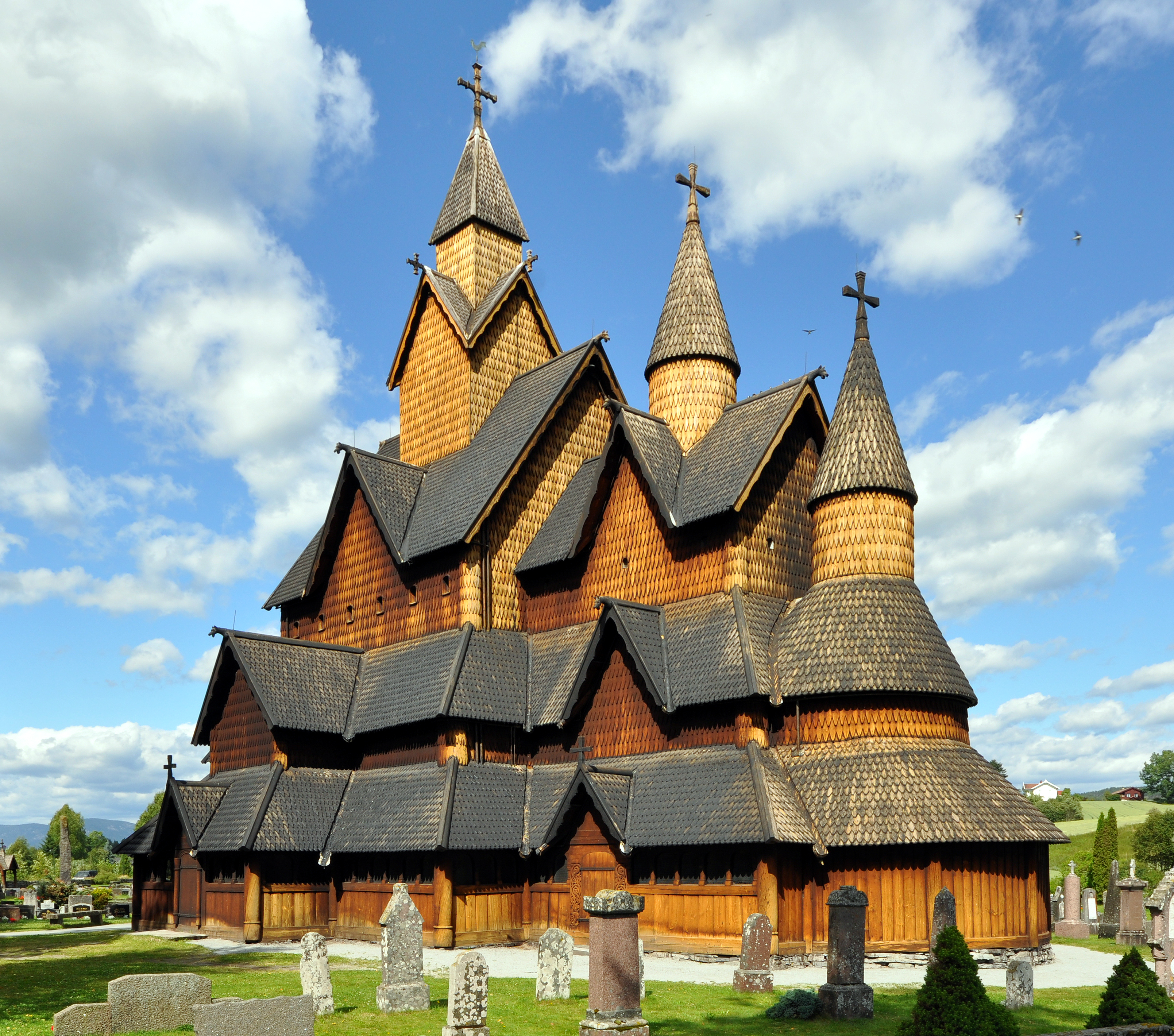
La Iglesia de madera de Heddal es la iglesia de madera más grande y una de las iglesias más antiguas que se conservan en Noruega.

La conversión de Noruega al cristianismo del paganismo nórdico comenzó en 1000. A mediados del siglo XI, el cristianismo se había establecido bien en Noruega y se había vuelto dominante a mediados del siglo XII. Los noruegos eran católicos hasta que el rey danés Christian III de Dinamarca los obligó a convertirse al luteranismo y estableció una iglesia gobernada por el estado. La Iglesia emprendió un programa para convertir a los sámi en los siglos XVI y XVII, y el programa tuvo un gran éxito.[cita requerida]
En el siglo XIX se inició la emigración de Noruega por motivos políticos y religiosos, por lo que el luteranismo se extendió a Estados Unidos. Como resultado, muchos de los noruegos que quedaban en Noruega eran religiosamente moderados; posteriormente, la asistencia a misa disminuyó a lo largo del siglo XX, como lo refleja el 78 % de la población que afirma que la religión no es importante en una encuesta de Gallup y la baja asistencia semanal a la iglesia del 2 %, particularmente en comparación con la de Dakota del Norte, donde los noruegos constituyen aproximadamente el 30,4 % de la población. De todos los estados de EE. UU., Dakota del Norte tiene el porcentaje más bajo de personas no religiosas y el mayor número de iglesias per cápita. Su asistencia semanal a la iglesia es del 43 %.
En Noruega, la Iglesia de Noruega y el Estado no están completamente separados. Una ley aprobada en 2016 creó la Iglesia de Noruega como entidad legal independiente, a partir del 1 de enero de 2017. Anteriormente, la Iglesia de Noruega era la religión oficial del país, y sus funciones administrativas centrales estuvieron a cargo del Ministerio Real de Administración Gubernamental, Reforma y Asuntos Eclesiásticos hasta 2017. La Iglesia evangélica luterana todavía se menciona en la Constitución; por ejemplo, todavía se requiere que el Rey profese una fe evangélica luterana. Cuando se bautiza a los niños, se les registra como miembros de la Iglesia de Noruega, lo que lleva a una gran cantidad de miembros, aunque muchas personas no se mantienen observantes como adultos. La mayoría de los noruegos étnicos y los sami son nominalmente cristianos, pero no necesariamente religiosos. En Noruega, a partir de 2018, el 70 % de la población es miembro de la Iglesia evangélica luterana, aunque solo el 47,1 % respondió "Sí" a la pregunta "¿Crees en Dios?" en un estudio de valores europeos de 2018.